# Svazijská kuchyně

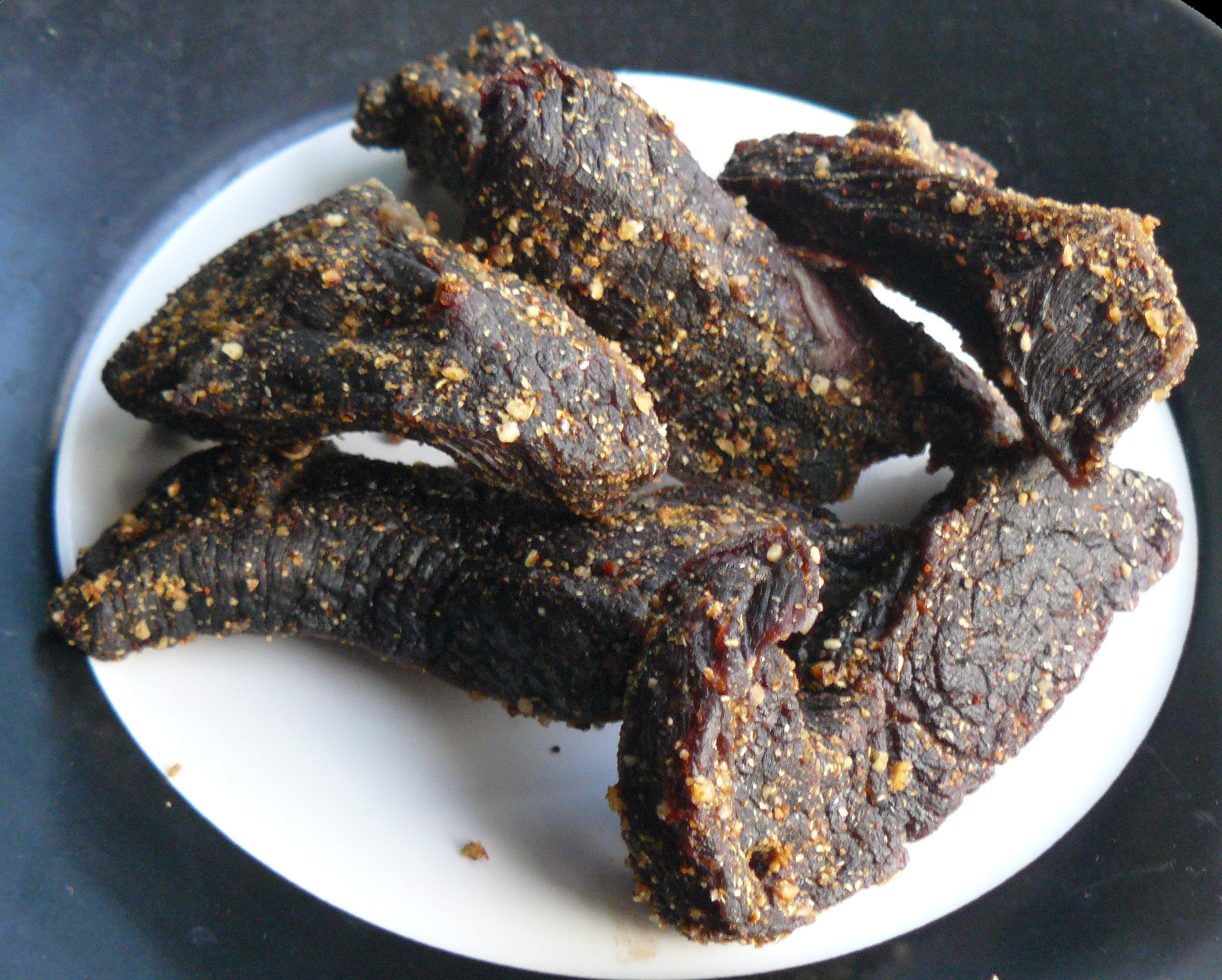
Biltong, obdoba svazijského pokrmu uncweba

Svazijská kuchyně byla díky sousednímu Mosambiku ovlivněna portugalskou kuchyní. Základními potravinami jsou čirok a kukuřice. Z masa se používá nejčastěji kozí.

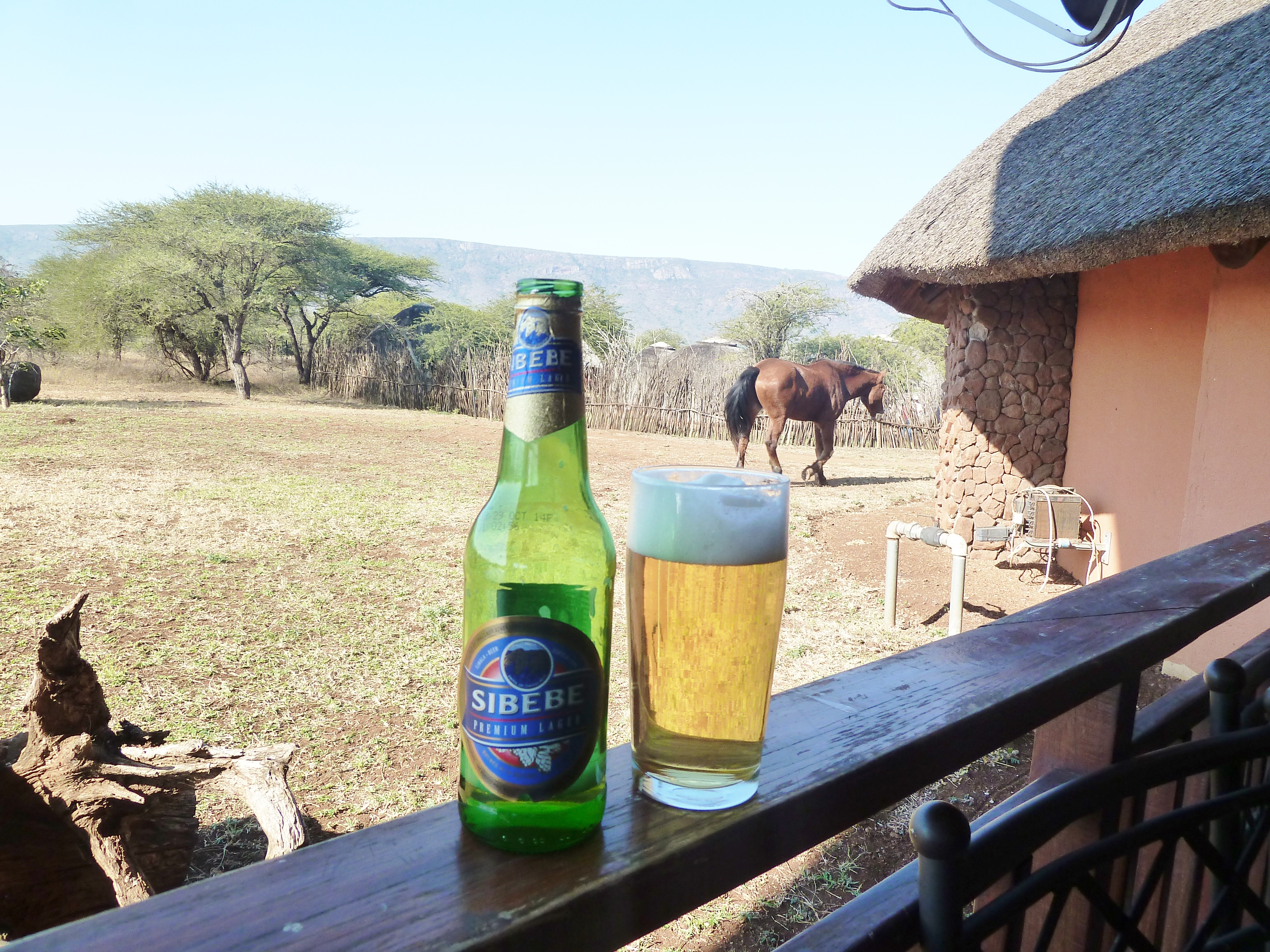
Lahev piva Sibebe

## Příklad svazijských pokrmů
Příklady svazijských pokrmů:
- Tahragout, pomalu vařené kozí maso se zeleninou a bylinkami
- Umncweba, sušené maso podobné jihoafrickému biltongu
- Shishwala, druh kaše podávané jako příloha
- Siphuphesetindlubu, arašídová kaše
- Tinkhobe, vařené klasy kukuřice
- Umbidvo wetintsanga, vařené dýňové listy s arašídy
- Emasietinkhobetemmbila, pokrm z kukuřice a kyselého mléka
- Emasi emabele, mletý čirok s kyselým mlékem
- Sidvudvu, dýňová kaše
- Sibebe, místní značka piva